# Trélévern
Trélévern [tʁelevɛʁn] est une commune française du département des Côtes-d'Armor, en région Bretagne.

## Géographie

### Situation
La commune de Trélévern est une commune bretonne littorale du bord de la Manche, dans le Trégor, située à 11 km à vol d'oiseau au nord-est de Lannion et 42 km de Morlaix, 33 km au nord-ouest de Guingamp et 56 km de Saint-Brieuc, ainsi qu'à 11 km à l'ouest de Tréguier.
Le sentier de grande randonnée GR 34 passe le long de la grève.
Elle se trouve dans l'aire d'attraction de Lannion, ainsi que dans l'unité urbaine de Lannion, la zone d'emploi et le bassin de vie de cette ville

### Communes limitrophes
Les communes limitrophes sont Camlez, Kermaria-Sulard, Louannec et Trévou-Tréguignec.
| La Manche | La Manche       | La Manche         |
| Louannec  | Trélévern       | Trévou-Tréguignec |
|           | Kermaria-Sulard | Camlez            |

### Géologie et relief
La superficie de la commune est de 6,94 km2 ; son altitude varie de 0  à   92 mètres, entre l'angle sud-est de la commune) et le niveau de la mer ; la majeure partie du territoire communal forme un plateau situé en moyenne vers 80 mètres d'altitude, en pente douce vers le nord-ouest où il n'atteint plus qu'une cinquantaine de mètres. Le bourg est vers 75 mètres d'altitude.
Le littoral est en forme d'arc de cercle, exposé à l'ouest pour sa partie occidentale et au nord pour sa partie septentrionale, avec, approximativement en son milieu, la pointe de Kermarquer. Les zones littorales sont pentues, présentant un dénivelé d'une cinquantaine de mètres entre le plateau proche et le bord de mer. Un estran rocheux de vaste dimension, découvrant à marée basse, atteint une largeur de plusieurs kilomètres, mais contient un seul îlot : l'île Siec (Enez Lec). Ce littoral est resté longtemps peu propice aux activités humaines et pour cette raison peu habité.

### Hydrographie
Pour un article plus général, voir Réseau hydrographique des Côtes-d'Armor.
La commune est située dans le bassin Loire-Bretagne. Elle est drainée par deux minuscules fleuves côtiers : le ruisseau de Dourdu à la limite ouest de la commune, qui sépare Trélévern de Louannec, et le ruisseau de Kergouanton, à sa limite orientale, qui sépare Trélévern de Trévou-Tréguignec,,.

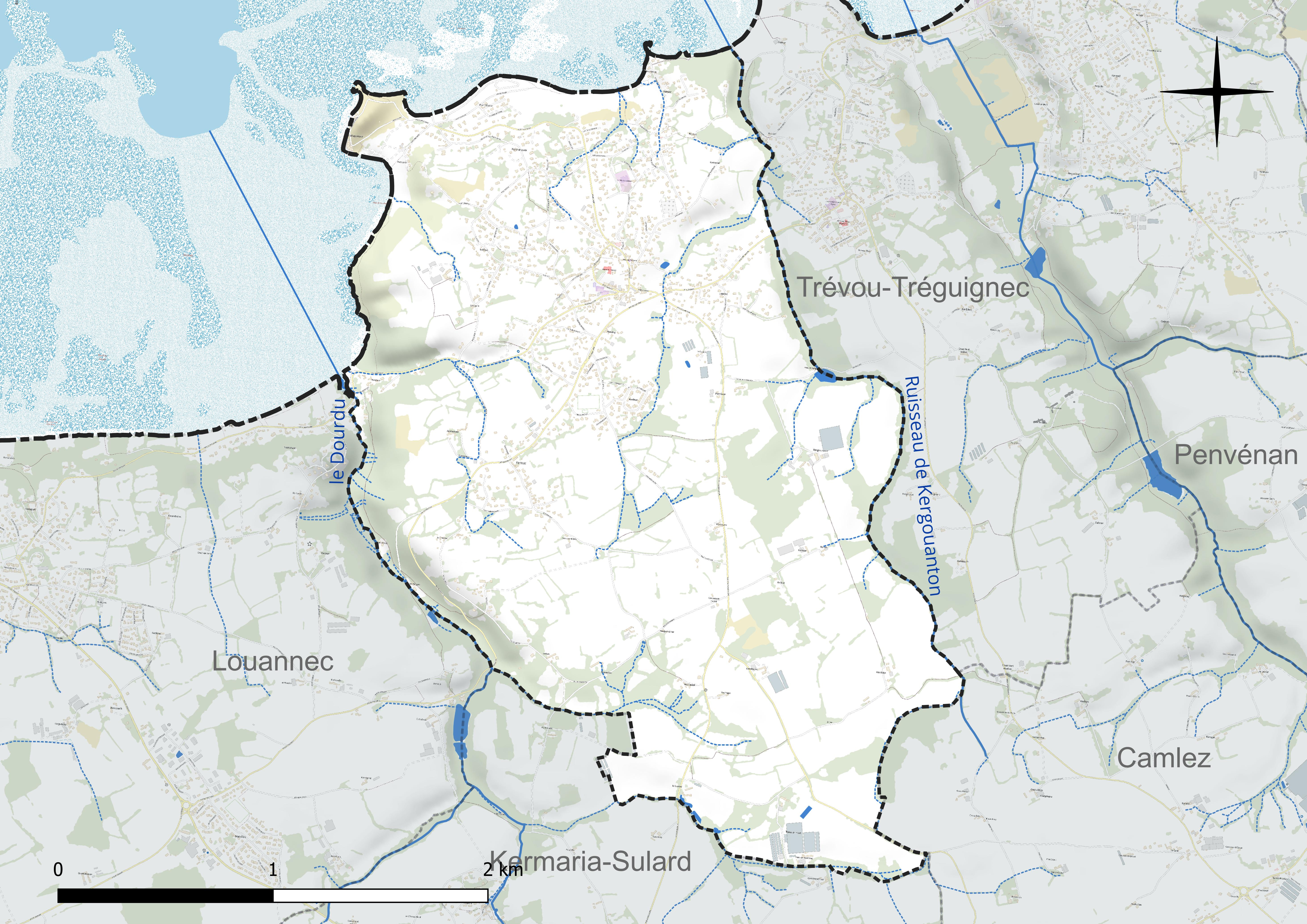
Réseau hydrographique de Trélévern.

### Climat
Pour des articles plus généraux, voir Climat de la Bretagne et Climat des Côtes-d'Armor.
En 2010, le climat de la commune est de type climat océanique franc, selon une étude du CNRS s'appuyant sur une série de données couvrant la période 1971-2000. En 2020, Météo-France publie une typologie des climats de la France métropolitaine dans laquelle la commune est exposée à un climat océanique et est dans la région climatique Finistère nord, caractérisée par une pluviométrie élevée, des températures douces en hiver (6 °C), fraîches en été et des vents forts. Parallèlement l'observatoire de l'environnement en Bretagne publie en 2020 un zonage climatique de la région Bretagne, s'appuyant sur des données de Météo-France de 2009. La commune est, selon ce zonage, dans la zone « Littoral », exposée à un climat venté, avec des étés frais mais doux en hiver et des pluies moyennes.
Pour la période 1971-2000, la température annuelle moyenne est de 11,2 °C, avec une amplitude thermique annuelle de 9,7 °C. Le cumul annuel moyen de précipitations est de 866 mm, avec 14,5 jours de précipitations en janvier et 7,7 jours en juillet. Pour la période 1991-2020, la température moyenne annuelle observée sur la station météorologique la plus proche, située sur la commune de Perros-Guirec à 5 km à vol d'oiseau, est de 12,3 °C et le cumul annuel moyen de précipitations est de 855,1 mm,. Pour l'avenir, les paramètres climatiques de la commune estimés pour 2050 selon différents scénarios d’émission de gaz à effet de serre sont consultables sur un site dédié publié par Météo-France en novembre 2022.

## Urbanisme

### Typologie
Au 1er janvier 2024, Trélévern est catégorisée bourg rural, selon la nouvelle grille communale de densité à 7 niveaux définie par l'Insee en 2022.
Elle appartient à l'unité urbaine de Lannion, une agglomération intra-départementale dont elle est une commune de la banlieue,. Par ailleurs la commune fait partie de l'aire d'attraction de Lannion, dont elle est une commune de la couronne,. Cette aire, qui regroupe 40 communes, est catégorisée dans les aires de 50 000 à moins de 200 000 habitants,.
La commune, bordée par la Manche, est également une commune littorale au sens de la loi du 3 janvier 1986, dite loi littoral. Des dispositions spécifiques d’urbanisme s’y appliquent dès lors afin de préserver les espaces naturels, les sites, les paysages et l’équilibre écologique du littoral, tel le principe d'inconstructibilité, en dehors des espaces urbanisés, sur la bande littorale des 100 mètres, ou plus si le plan local d’urbanisme le prévoit.

### Occupation des sols

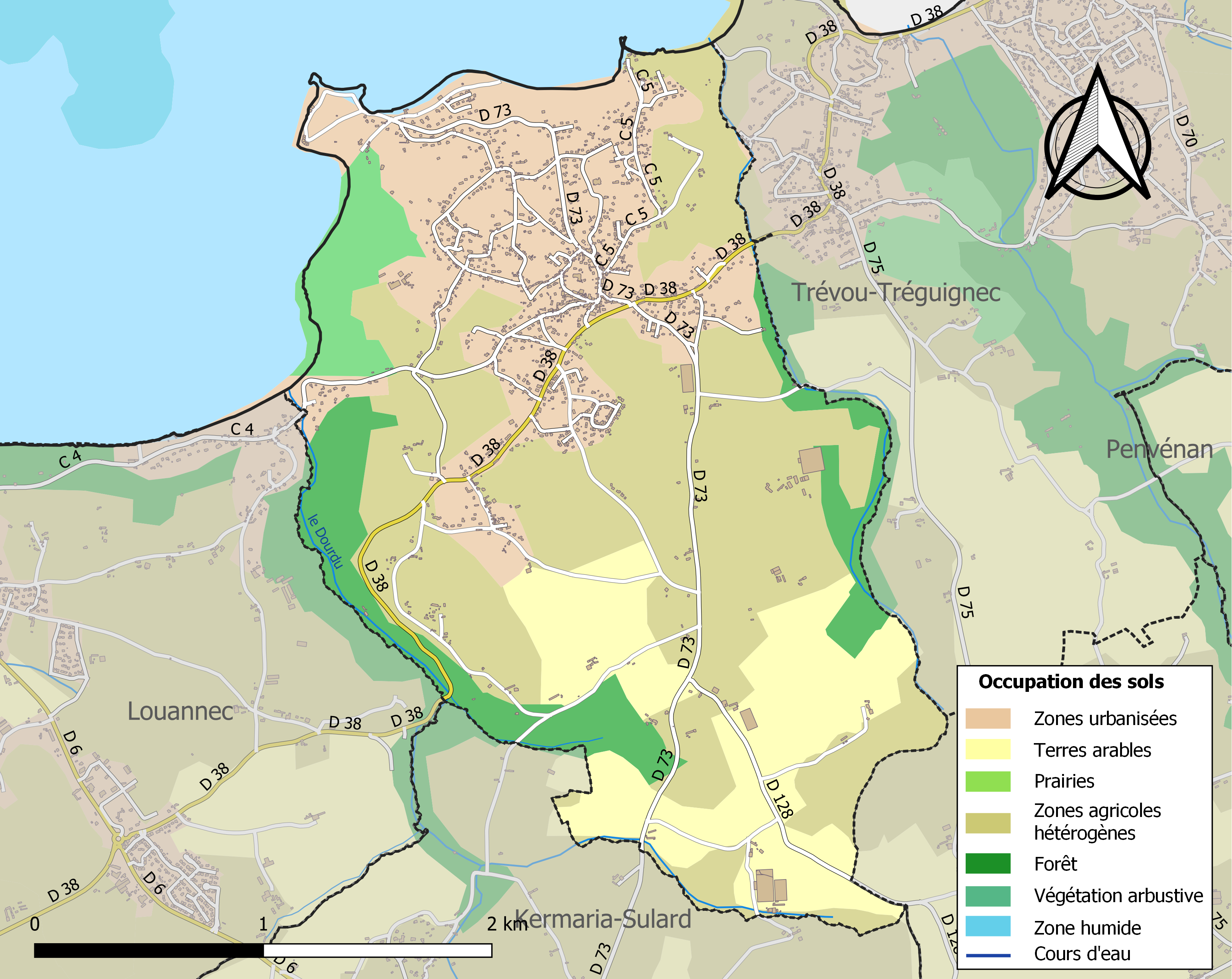
Carte des infrastructures et de l'occupation des sols de la commune en 2018 (CLC).

L'occupation des sols de la commune, telle qu'elle ressort de la base de données européenne d’occupation biophysique des sols Corine Land Cover (CLC), est marquée par l'importance des territoires agricoles (59,6 % en 2018), en augmentation par rapport à 1990 (55,7 %). La répartition détaillée en 2018 est la suivante :
zones agricoles hétérogènes (42,1 %), zones urbanisées (27 %), terres arables (17,5 %), forêts (8,9 %), milieux à végétation arbustive et/ou herbacée (3,7 %), zones humides côtières (0,8 %).
L'évolution de l’occupation des sols de la commune et de ses infrastructures peut être observée sur les différentes représentations cartographiques du territoire : la carte de Cassini (XVIIIe siècle), la carte d'état-major (1820-1866) et les cartes ou photos aériennes de l'IGN pour la période actuelle (1950 à aujourd'hui).

### Morphologie urbaine
Trélévern est résté longtemps une commune rurale tournant le dos à la mer : le bourg est né sur le plateau, à plus d'un kilomètre du littoral et son territoire était parsemé d'écarts formés de hameaux et fermes isolées.
C'est essemtiellement depuis la Seconde Guerre mondiale que l'attractivité littorale a provoqué une forte croissance du bourg et suscité une forte rurbanisation de toute la partie du plateau proche de la mer autour des hameaux de Keriec, Rumorvan, Lopérec, Kermarquer, Kerléon, etc.., le littoral lui-même restant quasi-inhabité, sauf, et assez peu, autour de Port-l'Épine et du tour petit port de Keriec. Quelques infrastructures touristiques toutefois ont été créées, des campings, deux au Palud (toponyme révélateur de la présence d'un ancien marais maritime), dénommés camping municipal et camping de Port-l'Épine, et un autre sur la partie sud de la Pointe de Kermarquer (Le Village Marin) ; un modeste port de plaisance offre l'été 80 mouillages à Port-l'Épine et la plage de Keriec accueille les touristes. Les deux-tiers sud-est du territoire communal, plus éloignés de la mer, ont conservé leur caractère rural.

### Habitat et logement
En 2021, le nombre total de logements dans la commune était de 1 026, alors qu'il était de 986 en 2016 et de 971 en 2011.
Parmi ces logements, 62,3 % étaient des résidences principales, 34,4 % des résidences secondaires et 3,4 % des logements vacants. Ces logements étaient pour 96,3 % d'entre eux des maisons individuelles et pour 3,5 % des appartements.
Le tableau ci-dessous présente la typologie des logements à Trélévern en 2021 en comparaison avec celle des Côtes-d'Armor et de la France entière. Une caractéristique marquante du parc de logements est ainsi une proportion de résidences secondaires et logements occasionnels (34,4 %) supérieure à celle du département (16,2 %) et à celle de la France entière (9,7 %).
| Typologie                                               | Trélévern | Côtes-d'Armor | France entière |
| ------------------------------------------------------- | --------- | ------------- | -------------- |
| Résidences principales (en %)                           | 62,3      | 75,5          | 82,2           |
| Résidences secondaires et logements occasionnels (en %) | 34,4      | 16,2          | 9,7            |
| Logements vacants (en %)                                | 3,4       | 8,3           | 8,1            |

### Voies de communication et transports
Trélévern est à l'écart des grands axes routiers et est desservi principalement par deux routes départementales, La RD 38 (qui vient de Lannion) et la RD 73 qui vient du sud (depuis Kermaria-Sulard).

## Toponymie
Le nom de la localité est attesté sous les formes Parochia de Trieveleveron, Trielevaren, Tresveler, Treslever ou Trezlever.
La forme actuelle, Trélévern apparaît dès 1426.
La commune de Trélévern tire son nom de treb (village) et de la famille « Levern de Tréléver », située en Guimaëc (Finistère) ; famille aujourd'hui éteinte et qui portaient pour armes : « bandé de six pièces d'hermines et de gueules ».
« Contrairement à ce que pourrait faire accroire la graphie Treleguern en 1395, où -gu- transcrit en fait un -v-, le toponyme ne contient pas le breton gwern « aul-naie, marais », mais un élément meren, lénifié en veren. Cet élément qui apparaît dans les anthroponymes Edmeren au XIe siècle, Glemeren au XIIIe siècle, est ici précédé d'un élément le, dont la forme initiale reste à déterminer. De toute évidence le vieux-breton treb village, en moyen-breton tref, est ici associé à un anthroponyme breton, sans doute à l'origine également de Créac'h-Lévern, village de Plonévez-Porzay ».
La présence d'un hameau dénommé "Convenant Castel" rappelle la pratique par le passé des domaines congéables.

## Histoire

### Moyen-Âge
Selon Jean-Baptiste Ogée, en 1450, la maison noble de Kerjean appartenait à Jean Pastour, sieur de Kerjean ; les autres maisons nobles étaient Launai-Mezaneguen, Leilech et Los-Kergoanton.

### Temps modernes
Jean-Baptiste Ogée décrit ainsi Trélévern en 1778 :

« Trelevern ; à 2 lieues un quart au Nord-Ouest de Tréguier, son évêché et sa subdélégation. Cette paroisse relevé du Roi, et compte 500 communiants ; la cure est à l'alternative. Cette paroisse ressortit à Lannion. Son territoire, borné au Nord par la mer [ Manche], produit des grains de toutes espèces. »

### Révolution française et Empire
Au début de 1790, Trélévern élit sa première municipalité.

### Époque contemporaine
Le territoire de Trévou-Tréguignec est séparé de la commune de Trélévern par ordonnance royale du 23 juin 1842.
A. Marteville et P. Varin, continuateurs d'Ogée, décrivent ainsi Trélévern en 1853 :

« Trélevern : commune formée de l'ancienne paroisse de ce nom ; aujourd'hui succursale. (...) Principaux villages : Keriec, Convenant-Rumorvan, Kermarquer, Loperec, Leslach-Bras, Leslach-Bihan, Kersivy, Kergrec'h, Kermorvan, Kerbos, Kernio, Keribot, Kerlous, Keroizel, Kerninon-Bras, Kerninon-Bihan, Goern, Traon-Coz-Bras. Superficie totale : 694 hectares 34 ares, dont (...) terres labourables 510 ha, prés et pâturages 31 ha, bois 4 ha, landes et incultes 94 ha, étangs 2 ha (...). Moulins : 6 (à eau : du Goern, Kergouaton, Lanlouer, Loz, Diviguin, Cambot). Maison importante : château de Kergouanton. Il y a, à l'angle nord-ouest de cette commune, une batterie qui porte son nom. Géologie : granite amphibolique. On parle le breton. »

Joachim Gaultier du Mottay écrit en 1862 que Trélévern possède une école de garçons qui a 61 élèves et une de filles qui en a 40, que « le territoire forme un plateau élevé, nu et découvert [sans arbres] ; mais les terres, quoique bien cultivées, sont médiocres. Peu de prairies. Landes plantées d'ajoncs, formant un sixième de la superficie ». Il précise aussi que sainte Anne, une des deux saintes patronnes de l'église paroissiale, fait l'objet d'une vénération spéciale de la part des marins, que la paroisse dispose aussi de la chapelle Saint-Adrien, bâtie en 1857, qu'une partie de l'ancien manoir de Kergouanton est habité et enfin que vis à vis de l'île Thomé, distante d'environ 21 km, « il existe une batterie qui fait partie du système de défense de Perros ».

Trélévern à la Belle Époque
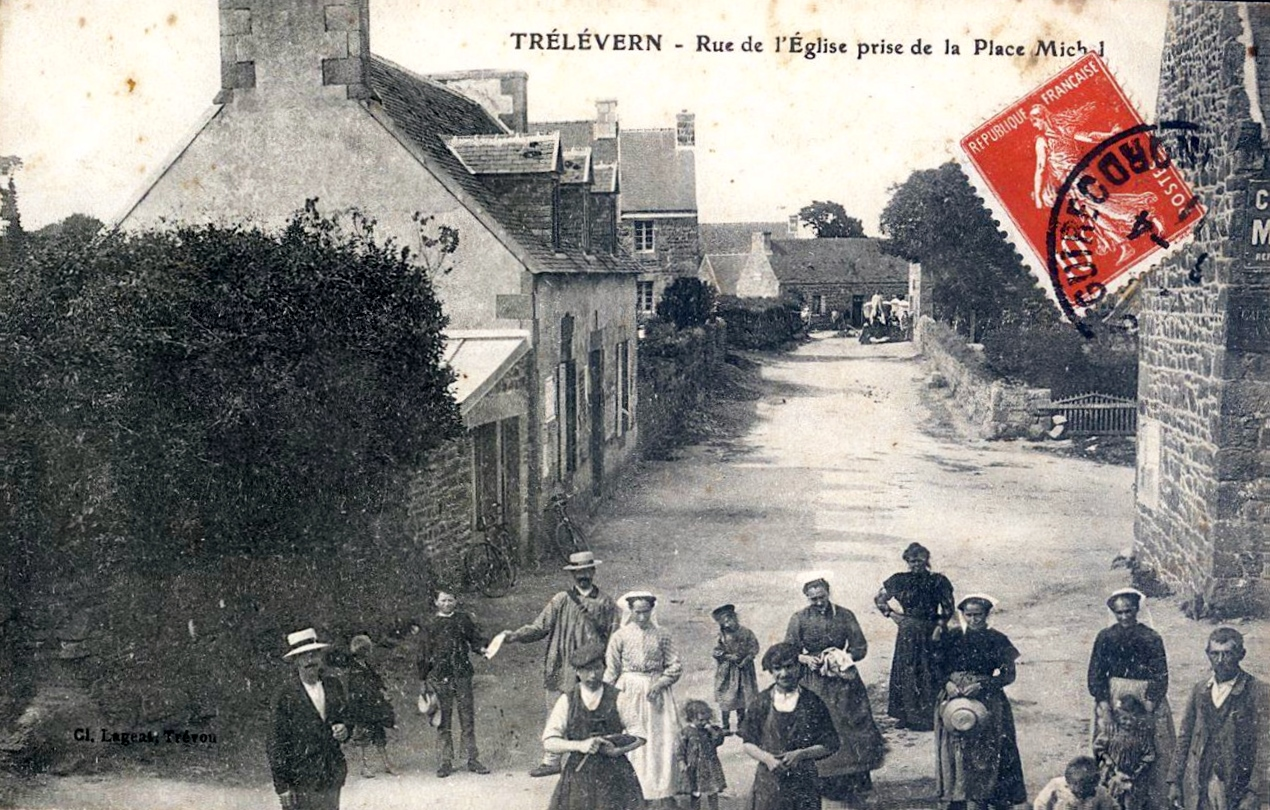
Trélévern : le bourg au début du XXe siècle (carte postale).
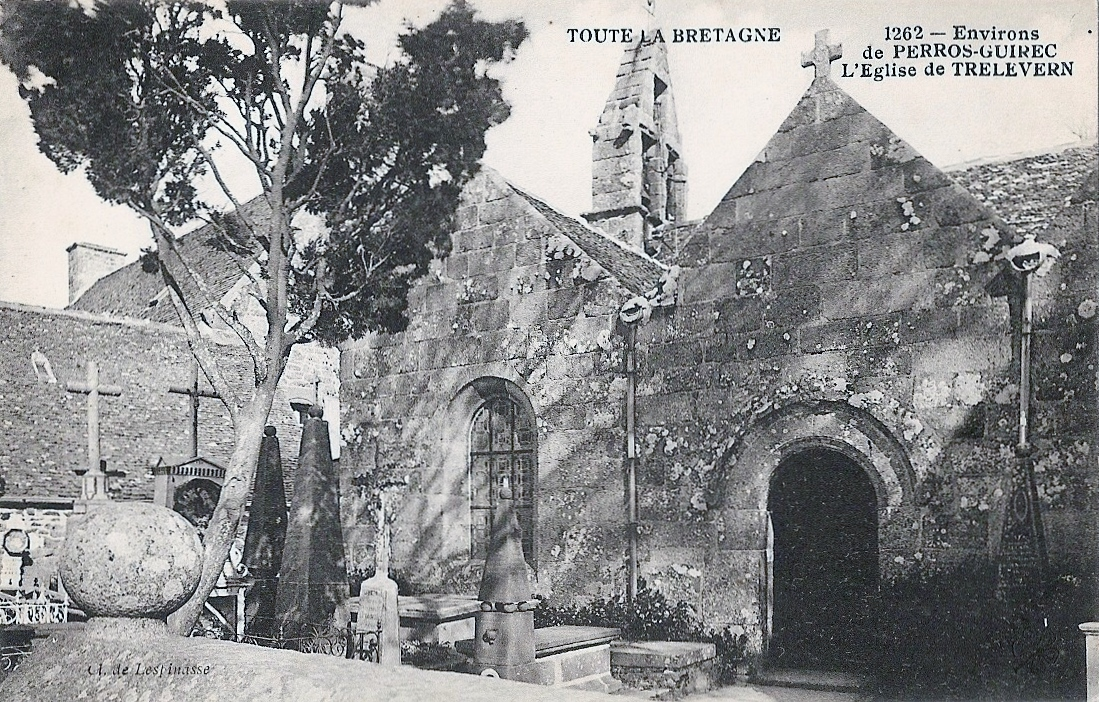
Trélévern : l'église Saint-Léonor-et-Sainte-Anne au début du XXe siècle (carte postale).
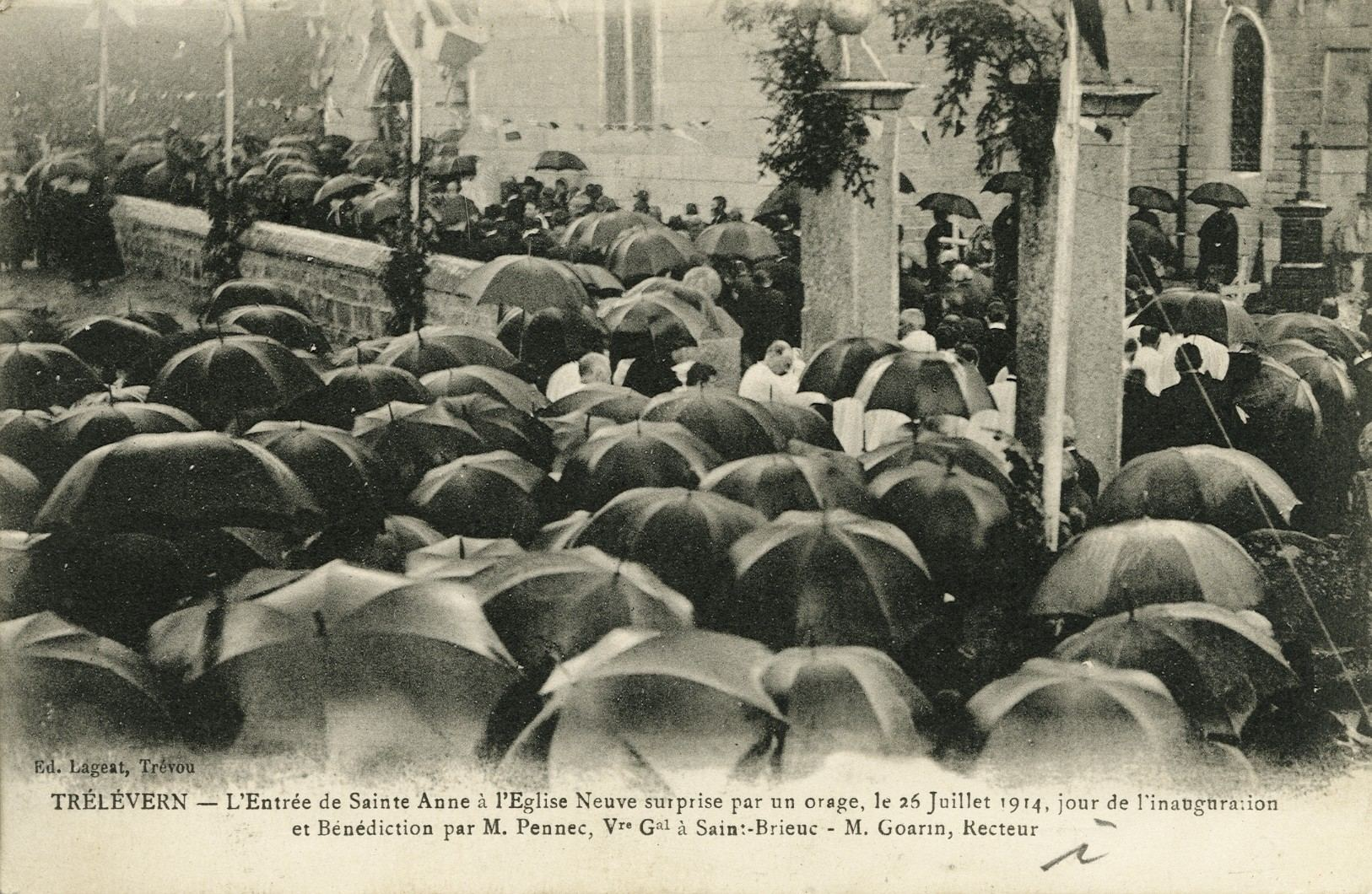
L'entrée de sainte Anne à l'Église Neuve le 25 juillet 1914, jour de l'inauguration et bénédiction par M. Pennec.

Le 28 juillet 1944, la mairie de Trélévern a été incendiée par les Allemands, lors des combats de la libération de la France, à la fin de la Seconde Guerre mondiale.
En avril 2010, le maire François Bouriot accuse l'émission Thalassa de France 3 "d'avoir sinistré [sa] commune touristique littorale" en faisant mention des marées vertes.
Annick Lefloc'hmoan, journaliste et écrivaine, décédée en juin 2022, a légué à sa mort tout son patrimoine immobilier à la commune, d'une valeur d'au moins 500 000 euros.

## Politique et administration

### Rattachements administratifs et électoraux

#### Rattachements administratifs
La commune se trouve dans l'arrondissement de Lannion du département des Côtes-d'Armor.
Elle faisait partie depuis 1802 du canton de Perros-Guirec. Dans le cadre du redécoupage cantonal de 2014 en France, cette circonscription administrative territoriale a disparu, et le canton n'est plus qu'une circonscription électorale.

#### Rattachements électoraux
Pour les élections départementales, la commune fait partie depuis 2014 d'un nouveau canton de Perros-Guirec, dont la composition reste inchangée.
Pour l'élection des députés, elle fait partie de la cinquième circonscription des Côtes-d'Armor.

### Intercommunalité
Trélévern est membre de la communauté d'agglomération Lannion-Trégor Communauté (LTC), un établissement public de coopération intercommunale (EPCI) à fiscalité propre créé en 2003 sous le nom de communauté d’agglomération Lannion-Trégor (CALT) et auquel la commune a transféré un certain nombre de ses compétences, dans les conditions déterminées par le code général des collectivités territoriales.

### Liste des maires
| Période                                  | Période                   | Identité                    | Étiquette | Qualité                                                                                                 |
| ---------------------------------------- | ------------------------- | --------------------------- | --------- | --- |
| Les données manquantes sont à compléter. |                           |                             |           | |
| 1790                                     | 1790                      | Rolland Pasqiou             |           | |
| 1790                                     | 1800                      | FrançoisPasqiou             |           | |
| 1800                                     | 1807                      | Rolland Ropers              |           | |
| 1807                                     | 1813                      | Vincent Théry               |           | |
| 1813                                     | 1819                      | François Théry              |           | Fils de Vivent Théry, maire précédent.                                                                  |
| 1819                                     | 1831                      | Laurent Allain              |           | Marchand de vin et cultivateur.                                                                         |
| 1831                                     | 1841                      | François Omnès              |           | Propriétaire.                                                                                           |
| 1841                                     | 1842                      | Jean François Le Corre      |           | |
| 1842                                     | 1845                      | Jean Marie Le Goaziou       |           | |
| 1842                                     | 1845                      | Pierre Ropers               |           | Cultivateur.                                                                                            |
| 1845                                     | 1846                      | Joseph Guelou               |           | |
| 1858                                     | 1884                      | Jean Louis Potin            |           | Cutltivateur.                                                                                           |
| 1884                                     | 1895                      | François Marie Guiomar      |           | |
| 1895                                     | 1912                      | Yves Balcou                 |           | |
| 1912                                     | 1921                      | François Guiomar            |           | |
| 1921                                     | 1925                      | Arsène Allain               |           | |
| 1925                                     | 1927                      | Jean Le Bouc                |           | |
| 1927                                     | 1941                      | François Libart             |           | |
| 1941                                     | avril 1944                | François Touche (1896-1944) | ex-PSF    | Propriétaire exploitant, officier d'artillerie Mort en fonction                                         |
| 1944                                     | 1947                      | Pierre Le Gac               |           | |
| 1947                                     | 1948                      | Yves Briand                 | SFIO      | |
| 1948                                     | 1965                      | Albert Huon                 |           | |
| 1965                                     | mars 1971                 | Yves Chapelain              |           | |
| mars 1971                                | mars 1977                 | Yves Le Cun                 |           | |
| mars 1977                                | mars 1983                 | Yves-Marie Le Marrec        |           | |
| mars 1983                                | juin 1995                 | Michel Le Ralec             | PS        | Instituteur                                                                                             |
| juin 1995                                | novembre 1997             | Claude Le Gros              | DVD       | Retraité de la Chambre de commerce de Paris Démissionnaire                                              |
| novembre 1997                            | janvier 1998              | Yves Diverrès               | DVG       | Ingénieur, maire par intérim                                                                            |
| janvier 1998                             | mars 2001                 | René Even,                  | PCF       | Instituteur retraité                                                                                    |
| mars 2001                                | mai 2020                  | François Bouriot            | PRG-MR    | Ingénieur Vice-président de la CA Lannion-Trégor Communauté (2008 → 2020)                               |
| mai 2020                                 | En cours (au 2 août 2024) | Yannick Quéguiner           | SE        | Ancien directeur commercial Réélu en février 2023 après la démission d'une partie du conseil municipal, |

## Équipements et services publics

### Enseignement
Les enfants de la commune sont scolarisés avec ceux de Trévou-Tréguignec dans le cadre d'un regroupement pédagogique intercommunal (RPI). L'école de Trélévern accueille les écoliers de maternelle, CP et CE1, dotée d'une cantine et d'un accueil périscolaire.

## Population et société
Les habitants s'appellent les Trélévernais.

### Démographie
L'évolution du nombre d'habitants est connue à travers les recensements de la population effectués dans la commune depuis 1793. Pour les communes de moins de 10 000 habitants, une enquête de recensement portant sur toute la population est réalisée tous les cinq ans, les populations de référence des années intermédiaires étant quant à elles estimées par interpolation ou extrapolation. Pour la commune, le premier recensement exhaustif entrant dans le cadre du nouveau dispositif a été réalisé en 2006.

En 2022, la commune comptait 1 240 habitants, en évolution de −1,35 % par rapport à 2016 (Côtes-d'Armor : +1,78 %, France hors Mayotte : +2,11 %).
| 1793 | 1800 | 1806 | 1821 | 1831 | 1836  | 1841  | 1846  | 1851  |
| ---- | ---- | ---- | ---- | ---- | ----- | ----- | ----- | ----- |
| 858  | 659  | 769  | 892  | 903  | 1 042 | 1 083 | 1 020 | 1 051 |

| 1856  | 1861  | 1866  | 1872  | 1876  | 1881  | 1886  | 1891  | 1896  |
| ----- | ----- | ----- | ----- | ----- | ----- | ----- | ----- | ----- |
| 1 014 | 1 039 | 1 086 | 1 096 | 1 100 | 1 001 | 1 065 | 1 083 | 1 029 |

| 1901  | 1906  | 1911  | 1921 | 1926 | 1931 | 1936 | 1946 | 1954 |
| ----- | ----- | ----- | ---- | ---- | ---- | ---- | ---- | ---- |
| 1 031 | 1 033 | 1 037 | 918  | 896  | 801  | 770  | 768  | 766  |

| 1962 | 1968 | 1975  | 1982  | 1990  | 1999  | 2006  | 2011  | 2016  |
| ---- | ---- | ----- | ----- | ----- | ----- | ----- | ----- | ----- |
| 866  | 889  | 1 017 | 1 239 | 1 254 | 1 309 | 1 395 | 1 372 | 1 257 |

| 2021  | 2022  | - | - | - | - | - | - | - |
| ----- | ----- | - | - | - | - | - | - | - |
| 1 241 | 1 240 | - | - | - | - | - | - | - |

## Culture locale et patrimoine

### Lieux et monuments
- L'église Saint-Léonore-et-Sainte-Anne : 
« L'église a retenti pendant plusieurs jours, vers la fin du XVIe siècle, sous la parole puissante de P. Maunoir, missionnaire d'un rare mérite, que Mgr Balthazar Grangier, avait appelé dans son diocèse.(...)[42] ».
Le 26 juillet 1912, est posée la première pierre de l'église Saint-Léonore et Sainte-Anne. Pendant les travaux, les offices ont été célébrés dans une église en bois. La nouvelle église est bénie le 27 juillet 1914 par M. Pennec, vicaire général à Saint Brieuc et M. Goarin, recteur.
Le chemin de croix a été sculpté par J. et Y. Paranthoën, père et fils, à partir des dessins de l'abbé Eugène Plétan, professeur de dessin au collège Saint-Joseph de Lannion et recteur de Trévou-Tréguignec. Cette œuvre est empreinte de l'influence des Seiz Breur. Ce n'est pas étonnant lorsque l'on sait que la chapelle du collège Saint-Joseph de Lannion a été réalisée par James Bouillé et décorée par Xavier de Langlais.
- Château de Kergouanton : 
« Le manoir noble de Kergouanton appartenait au XVIIe siècle, à Pierre de Loz, Sieur de Kergouanton; fondateur de l'Hôtel-Dieu de Tréguier(...) » (contrat du 18 décembre 1655). Kergouanton était aussi une sorte d'hospice où les malheureux étaient reçus. « Pierre de Loz entendait trois messes par jour ; une à l'église paroissiale,la seconde dans une chapelle qu'il avait fait bâtir en l'honneur de son patron, à mi-chemin de son château au bourg, et la troisième dans la chapelle de Kergouanton. Après la mort de son épouse (Françoise de Kergroadez), digne femme qui s'était, elle aussi, consacrée tout entière aux pauvres durant les dernières années de sa vie, il se retira à l'hôpital de Tréguier, et se fit placer parmi les pauvres, sans aucune distinction. Il mourut le 27 mai 1668 et fut inhumé dans la chapelle de l'établissement qu'il avait comblé de bienfaits pendant sa vie et qu'il dota richement à sa mort[42]. » En effet, par son testament du 19 mai précédent, il avait laissé aux religieuses hospitalières de la Miséricorde de Jésus de nombreux biens dont son manoir de Kermouster en Langoat.
- Monument aux morts : il porte les noms de[43] :
  - 36 soldats morts pour la Patrie pendant la Première Guerre mondiale.
  - 13 personnes mortes pour la France durant la Seconde Guerre mondiale.
  - Trois soldats originaires de Trélévern sont morts pour la France pendant la Guerre d'Indochine et deux sont morts durant la Guerre d'Algérie. Un soldat est mort hors conflit.

### Héraldique
| Blason de Trélévern | Blason  | Bandé d'hermine et de gueules de six pièces.     |
| Blason de Trélévern | Détails | Le statut officiel du blason reste à déterminer. |

## Pour approfondir